# Juju Fitcats
Pour l’article homonyme, voir Juju (homonymie).
Justine Delapart, de son nom de naissance Justine Becattini, dite Juju Fitcats, née le 4 février 1995 à Paris 13e (France), est une vidéaste web et animatrice de télévision française.
En 2017, elle atteint la notoriété en publiant des vidéos sur la plateforme YouTube.

## Biographie

### Enfance et éducation
Justine Léa Becattini naît le 4 février 1995 dans le 13e arrondissement de Paris. Elle grandit en région parisienne, à Limours (Essonne), et pratique l'équitation pendant quinze ans. Elle étudie au collège Michel Vignaud de Limours. Après l'obtention de son bac scientifique au lycée Jules Verne de Limours, elle fait des études en biologie et santé, se spécialisant dans la nutrition sportive,.

### Carrière sur internet
Une fois diplômée, Justine Becattini lance sa chaîne YouTube le 27 août 2017 sous le pseudonyme Juju Fitcats,,.
En 2023, elle participe à la deuxième saison de l’émission Les Traîtres sur M6 et remporte le jeu.

### Carrière à la télévision
Fin 2023, Juju Fitcats devient animatrice dans la saison 18 de l'émission La France a un incroyable talent, ça continue en remplacement de Pierre-Antoine Damecour.

## Vie privée
Elle rencontre Tibo InShape en 2017 lors de l'élection de Miss InShape. Ils se fiancent en septembre 2022 et se marient le 17 mai 2025.

## Discographie
- Clash Tibo InShape[14],[15]
- Réconciliation, en duo avec Tibo InShape.
- Belle au naturel

## Publications
- Jujufitcats, 50 nuances de patate douce, Éditions Solar, 26 septembre 2019, 144 p. (ISBN 2263160353, EAN 9782263160356)
- Jujufitcats, Coffret Juju Fitcats - Boissons et mug cakes, healthy et gourmands, Éditions Solar, 15 octobre 2020, 32 p. (ISBN 2263171207, EAN 9782263171208)
- Jujufitcats, Sans filtre, Éditions Solar, 7 octobre 2021, 192 p. (ISBN 2263170995, EAN 9782263170997)

## Filmographie
- 2025 : Nouveau jour[16]

## Émissions télévisées

### En tant que participante
- 2021, 2022 et 2023 : Fort Boyard[17] sur France 2
- 2022 : Objectif Top Chef sur M6
- 2023 : Les Traîtres (saison 2) sur M6 : gagnante
- 2023 : Le Grand Concours sur TF1
- 2024 : Le Meilleur Pâtissier, spécial célébrités (saison 7) sur Gulli
- 2024 : Aux Jeux Streamers sur France.tv Slash
- 2024 : Vendredi tout est permis avec Arthur sur TF1

### En tant qu'animatrice
- Depuis 2023 : La France a un incroyable talent, ça continue sur M6[18],[19]
- Depuis 2024 : Les Traîtres, révélations sur la suite… sur M6 avec Hugo Manos en 2025
- Depuis 2025 : Living Santé sur M6
- Depuis 2025 : 99 à battre avec Éric Antoine sur M6

## Distinctions
| Année | Récompenses  | Catégories | Nomination | Résultat   |
| ----- | ------------ | ---------- | ---------- | ---------- |
| 2022  | ForYouAwards | Sport      | Elle-même  | Nomination |